# Rodolfo Marco Torres
Rodolfo Clemente Marco Torres (San Diego, estado Carabobo; 10 de septiembre de 1966) es un militar y político venezolano. Fue gobernador del estado Aragua entre 2017 y 2021, cuando renunció.
Anteriormente fue ministro de Estado para la Banca Pública, ministro de Alimentación y director del Banco de Venezuela. De igual forma, el presidente Nicolás Maduro lo anuncia el 2014 como ministro del Poder Popular para las Finanzas, cargo que fue destituido por la Asamblea Nacional el 28 de abril de 2016. Decisión revocada por la Sala Constitucional del Tribunal Supremo de Justicia el 19 de agosto de 2016.

## Biografía

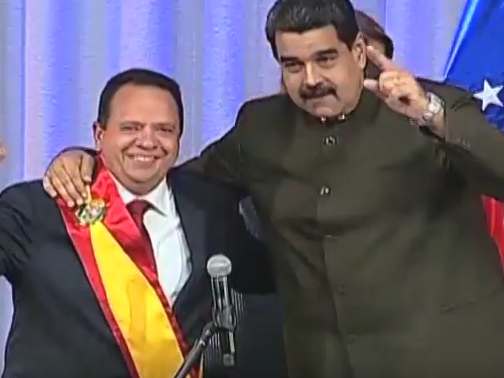
Marco Torres y el presidente, Nicolás Maduro

Estudió primaria y secundaria en el Liceo Militar Los Próceres de San Diego, Carabobo, graduado como bachiller en 1984.
Se graduó en la Academia Militar en 1988. Participó en el Movimiento Bolivariano Revolucionario 200, liderado por El Comandante Hugo Chávez Frías, el 4 de febrero de 1992 contra el presidente para la fecha Carlos Andrés Pérez.
El 22 de agosto de 2005 fue nombrado presidente del Banco del Tesoro por el presidente Hugo Chávez Frías hasta enero de 2007 y posteriormente fue designado presidente de la Corporación de Abastecimientos y Servicios Agrícolas (CASA). Luego pasó a ser el Tesorero de la Nación el 7 de enero de 2011 por un corto periodo hasta el 16 de mayo de 2011. el 17 de mayo es nombrado presidente del Banco de Venezuela que cuenta con 422 agencias en todo el país.
Fue nombrado presidente del Banco Bicentenario el 11 de octubre del 2013. Para el 15 de enero de 2014, fue nombrado Ministro del Poder Popular de Economía, Finanzas y Banca Pública, al fusionarse con el Ministerio de Estado para la Banca Pública.
Para abril de 2016, la Asamblea Nacional, en desacato pero con más de 3/5 partes de los presentes, aprobaron su remoción del cargo de Economía, Finanzas y Banca Pública. El 13 de agosto de 2017, fue anunciada su candidatura a la Gobernación del estado Aragua, la cual ganó. Ganó la gobernación, cargo que ocupó hasta el 27 de agosto de 2021.[cita requerida]

## Condecoraciones
- Orden Militar General en Jefe Eleazar López Contreras.[10]

## Sanciones
El 5 de enero de 2018 el Departamento de Estado de los Estados Unidos emitió sanciones en contra de Rodolfo Marco Torres y otros tres funcionarios del Gobierno de Venezuela.